# Tratado Político (Espinosa)
Tratado Político é um livro de autoria de Baruch de Espinoza, filósofo do século XVII.

## Contexto da Publicação
Conforme carta não datada de Espinosa a um amigo cuja identificação não é possível precisar, o Tratado Político (TP), escrito entre 1675-76 e publicado postumamente, em 1677, surgiu a partir da recomendação desse próprio amigo de que escrevesse uma obra sobre política. Sem condições favoráveis à publicação dessa obra devido à recepção negativa de seus livros anteriores e à conturbada situação política da Holanda, invadida em 1672 por Luís XIV e governada pelo Príncipe de Orange, que proibiu a circulação do seu Tratado Teológico Político (TTP), Espinosa redigiu o TP com vistas a tratar da questão do direito comum a partir do qual os indivíduos formam o Estado e os desdobramentos dela, a saber as relações entre paixão e razão, direito e potência, permissões e proibições nas formas de organização e manutenção do Estado, bem como da própria finalidade deste. Diogo Pires Aurélio chama a atenção para dois fatos acerca do TP: 
1. Entre o TTP e o TP há uma continuação de ideias, como o propósito de refutação por Espinosa das duas principais teses de Thomas Hobbes, o contrato e a representação, as quais não se encaixam na ontologia espinosana.
2. No TP, assim como no TTP, Espinosa quer entender o funcionamento do poder e da lei em si mesmos, para além dos ordenamentos e regimes em que estes se apresentam na realidade.[3]

## Organização

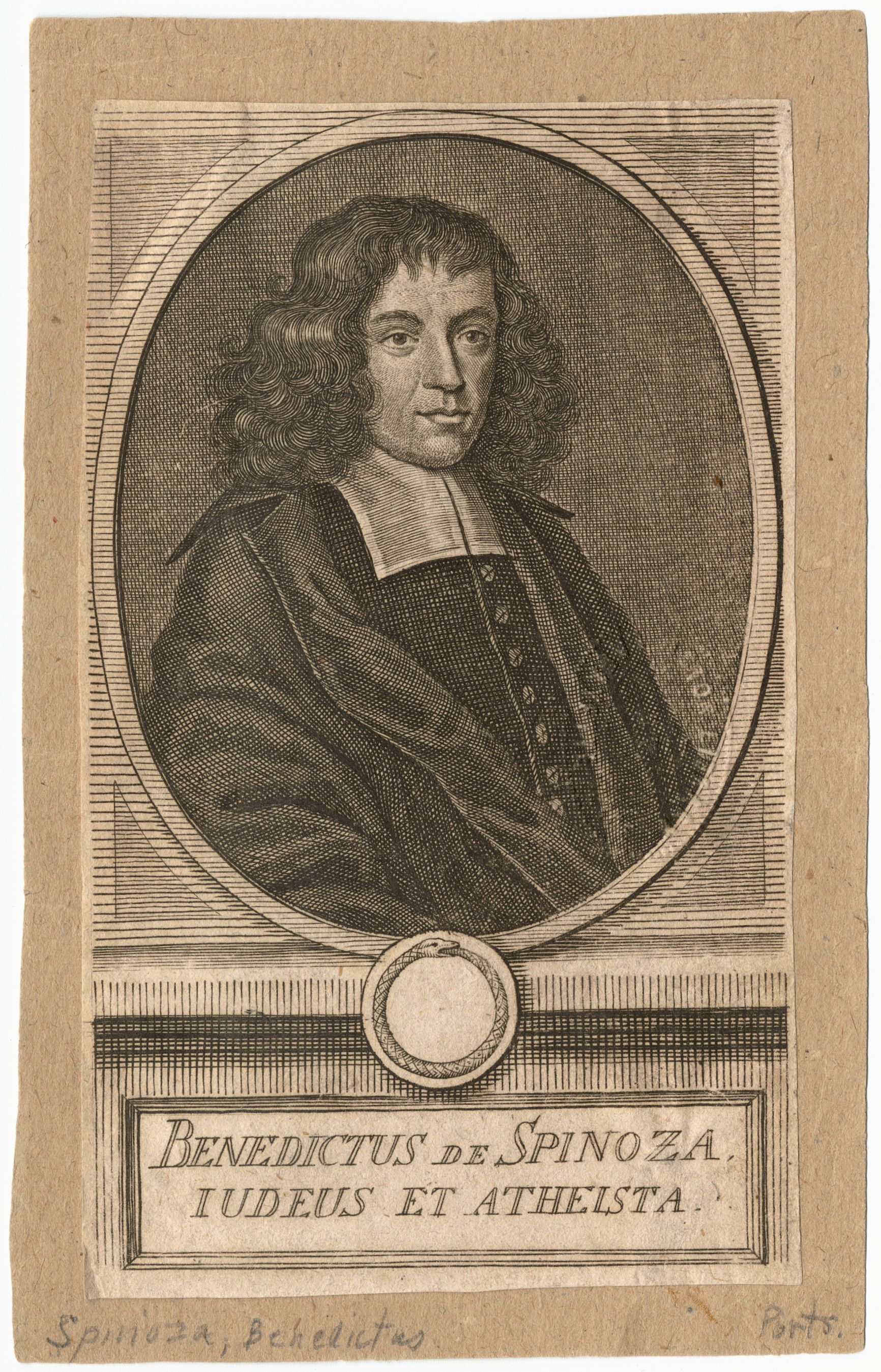
Gravura de Espinosa com os dizeres em latim "Judeu e Ateu".

O livro está dividido em 11 capítulos, nos quais o autor apresenta suas reflexões sobre a teoria do direito natural, do direito dos poderes soberanos e analisa três formas de governo, a monarquia, a aristocracia e a democracia, sendo que o último capítulo, dedicado a esta última forma, encontra-se incompleto devido à morte prematura do filósofo.

### Capítulos
- Capítulo I – Introdução
- Capítulo II – Do direito natural
- Capítulo III– Do direito dos poderes soberanos
- Capítulo IV – Dos grandes negócios do Estado
- Capítulo V – Da melhor condição possível para um Estado
- Capítulo VI – Da monarquia
- Capítulo VII – Da monarquia (continuação)
- Capítulo VIII – Da aristocracia (continuação)
- Capítulo IX – Da aristocracia (fim)
- Capítulo XI – Da democracia (inacabado)[1]

## Conteúdo
Segundo a especialista Marilena Chauí, Espinosa escreveu o TP como "um estudo dos fundamentos existenciais (o desejo) e racionais (o pacto social) da política", em que expõe sua teoria de Estado e projetos de constituição de estados monárquicos e aristocráticos. O subtítulo, provavelmente acrescentado pelo editor diz que o TP visa “Onde se demonstra como deve ser instituída uma sociedade em que tem lugar um estado monárquico, assim como aquela em que imperam os melhores, para não resvalarem para a tirania e para manterem invioladas a paz e a liberdade dos cidadãos”.

### Espinosa em oposição à teoria política clássica: um herdeiro de Maquiavel

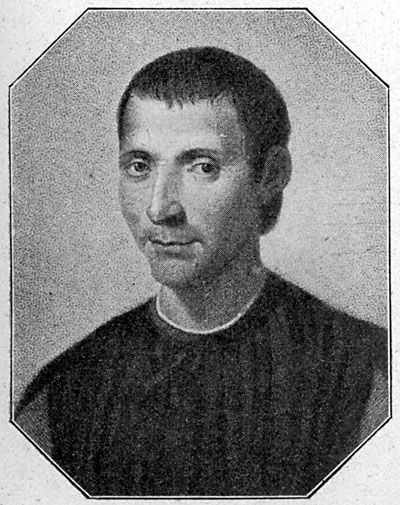
Nicolau Maquiavel, a quem Espinosa faz referencia elogiosa no Tratado Políticoe cujo pensamento muito o influenciou na escrita do tratado.

Espinosa parte de uma concepção realista da natureza humana, em clara oposição à idealista encontrada nos tratados políticos clássicos, para construir suas reflexões sobre teoria política. A tradição das reflexões sobre política no ocidente, das quais a historiografia ordinária nos informa terem ocorrido de forma mais proeminente na Grécia e nas civilizações sob influência do pensamento grego clássico, sempre buscou ditar aos agentes do corpo político um conjunto favorável de virtudes e ações com fins de se atingir o bem comum a partir das práticas políticas. Platão com A República e seu plano de constituição da cidade ideal, Aristóteles com a Política e suas análises sobre as formas de governo, indicando a politéia como a melhor, no período medieval, Santo Agostinho e a Cidade de Deus em oposição à cidade dos homens, Tomás de Aquino e sua prescrição da monarquia como melhor forma de governo terreno, espelhando a ordem divina das coisas, assim como o universo é governado por um só Deus. Ou a Utopia de Thomas Morus, em que este descreve uma visita a uma sociedade perfeita. 
No entanto, Espinosa observa que esses filósofos em crítica semelhante a feita por Maquiavel, teriam concebido uma natureza humana inexistente a partir da qual os indivíduos deveriam pautar suas ações: pois não se trata de negar as paixões e vícios humanos em favor de um ideal de perfeição das práticas humanas, mas sim de como saber lidar com elas de quando do exercício das práticas políticas. Para Espinosa, as paixões são propriedades inerentes à própria natureza humana, que se produzem por causas determinadas e às quais devemos nos dedicar a compreender. Maquiavel n’O Príncipe, além de admitir a pertença dessas características à natureza humana é mais contundente, propondo ao príncipe como utilizar-se delas nas ocasiões pertinentes para manter o domínio e manutenção de seu principado. 
A política precisa ser pensada como um conjunto de práticas que levem em consideração a natureza humana tal como ela é, não como a idealizada pelos filósofos, afim de atingir seus modelos ideais de cidade e de governo. Deste modo, dois pioneiros da nova filosofia política como Maquiavel e Espinosa se aproximam em suas abordagens da política, na crítica a esse paradigma. Espinosa parece ainda fazer uma crítica direta a Platão, pois como já afirmara este último n’A República, o rei precisaria ser filósofo ou o filósofo rei: Espinosa afirma contundentemente que nenhuma espécie de homens é menos própria ao governo do Estado que os teóricos ou os filósofos, pois estes dedicam-se a formular teorias que não encontram aplicação. Portanto, baseado na variação e complexidade das características da natureza humana, como a de possuir razão e paixões, bem como a instabilidade que elas engendram, tanto Maquiavel quanto Espinosa erigem suas teorias políticas identificando na política um instrumento prático para lidar com os problemas humanos no que concerne à sua organização em comunidade. A política seria um instrumento não de chegar à uma estabilidade plena e ideal do corpo político, mas sim uma série continua de arranjos de modo a lidar com a mutabilidade constante das coisas do mundo, da própria natureza humana e com as forças em conflito na sociedade.

### Estado civil e razão: uma refutação a Hobbes

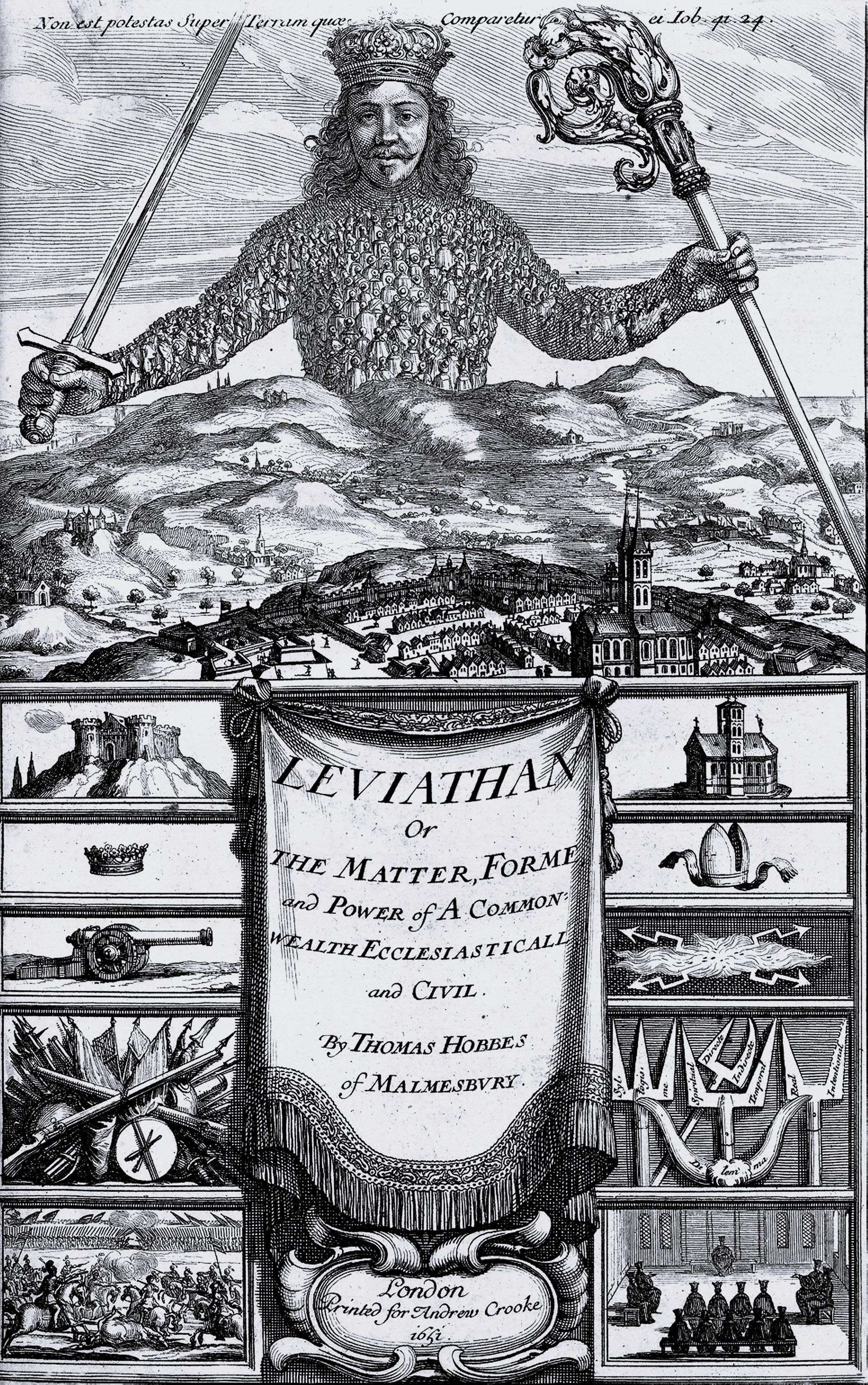
Frontispício do Leiviatã de Thomas Hobbes, obra em que este apresenta a tese da passagem do estado de natureza para o estado civil, tese esta à qual Espinosa se opõe no Tratado Político.

Ao contrário de Thomas Hobbes no seu Leviatã, Espinosa não considera que haja uma passagem, localizada num momento histórico específico, em que os homens decidiram, por viverem num estado constante de conflito uns com os outros, formarem um estado civil em que todos então cooperariam e se achariam protegidos sob um conjunto de leis comuns. Em seu conceito de natureza, Espinosa considera que esta possui dois princípios, o a partir do qual ela começa a existir e o pelo qual ela se preserva. No entanto, isso só se torna possível através de um poder comum, que lhes garante tanto a origem quanto a preservação. Tal poder, conclui Espinosa, é o eterno poder de Deus, que por sua própria constituição não precisa de outro para ser criado e preservar-se. Se, portanto, o poder das coisas da natureza é o próprio poder de Deus, e Este é absolutamente livre, daí concluísse que todas as coisas na natureza têm tanto direito quanto o poder de existir e agir lhes garante.
O direito natural é entendido por Espinosa como o conjunto de todas as regras a partir das quais as coisas existem e agem. Os homens, sendo uma parte da natureza, compartilham dessa mesma propriedade, na qual seu direito se estende até onde seu poder alcançar. Os homens possuem em si próprios, como constituintes de sua natureza, razão e paixões, e agem guiados de acordo com estas duas. Sendo assim, o direito natural dos homens é agir tanto de acordo com a razão, quanto de acordo com as paixões, e deste modo estarão apenas seguindo as regras da própria natureza e seus efeitos. Como essas características da natureza humana estão sempre presentes em nós, não é possível falar num momento histórico em que os homens viveram apenas num estado de natureza e depois o abandonaram, informados pela razão de que o mais razoável seria viver num estado civil, pois neste não há a eliminação total das paixões.
Estado de natureza e estado civil se superpõem, pois embora a razão informe aos homens que colaborar uns com os outros seja uma maneira melhor de prosperar na existência, não estaremos para sempre infensos à atuação das paixões em nós. A razão nos ajuda a moderar as paixões, mas não as elimina. Como também no estado de natureza os homens usam a razão, por esta própria ser uma parte da atuação da natureza em nós, para Espinosa não é possível conceber, como Hobbes o faz, indivíduos atomizados e que agiriam apenas de acordo com seus interesses particulares, originando constantes conflitos uns com os outros, num estado de guerra absoluto. Colaborar e ser piedosos uns com os outros também é algo que a própria natureza nos informa, através da razão. Portanto aqui podemos constatar que para a teoria spinozista, no estado de natureza também a razão atua nos homens, não sendo o estado civil um produto de decisão dos homens pelo emprego exclusivo da razão, embora Espinosa deixe claro que só no estado civil os homens podem viver guiados e obedientes por leis comuns que tenham sido produzidas pela razão, de modo a conseguir alcançar o principal objetivo do Estado que é a segurança. Também por medo os homens podem produzir a vida no estado civil, pois guiados pela imoderação de suas paixões, estes podem em certa medida pôr em risco mutuamente a liberdade e integridade uns dos outros, restringindo assim suas potências e consequentemente seus direitos, mas não num estado absoluto de conflito, pois já no estado de natureza somos informados pela razão que para prosperar na existência, também devemos colaborar uns com os outros. 

### Equiparação entre direito natural e potência: consequências políticas

República das Sete Províncias Unidas dos Países Baixos em 1789, Estado antecessor da atual Holanda onde viveu Espinosa.

Espinosa reconhece no poder o direito dos seres, isto é, cada ser tem, por natureza, o direito de realizar tudo aquilo que está em seu poder. Trata-se de uma lei da natureza, pois é a maneira como ela própria existe e atua. O direito, não só dela, mas de todos os seres, é coextensivo ao alcance de seu poder. Quanto mais direito, mais poder. A primeira consequência teórica que se segue dessa equiparação entre direito natural e poder é que, em consonância à própria natureza humana, os indivíduos não agem apenas guiados pela razão, mas também pelas paixões. Sendo assim, agindo por qualquer desses meios, os homens estarão seguindo a ordem da natureza, estarão exercendo sua potência e, portanto, seu direito natural, e, dentro da ordem maior e eterna da natureza inteira, os indivíduos constituem apenas uma parte dela. A razão humana nos informa do que é útil para garantir nossa própria conservação, mas há uma série de outras leis da natureza que se conectam e constrangem a ação humana. 
Se os homens podem fazer tudo o que está em seu poder, daí segue-se a consequência política de que até mesmo um homem pode pertencer a outro, na medida em que um tiver o poder de submeter o outro. Paradoxalmente, o submetido também tem o direito de se livrar do julgo, uma vez que isso também estiver em seu poder e, portanto, no seu direito. Desse modo, considerando que os homens agem na maior parte das vezes, segundo Espinosa, seguindo as paixões, estes podem entrar em disputa e tornarem-se inimigos, temendo e precavendo-se um aos outros constantemente. Sendo assim, o direito natural de cada homem fica restringido, uma vez que lhe é impossível fazer frente e defesa a todos os outros indivíduos. Daí se segue que para ampliar seu direito natural, os homens precisam associar-se e cooperarem uns com os outros, aumentando assim conjuntamente suas potências, pois formando um só corpo social, com direitos comuns a todos, estes estarão em melhores condições de garantirem sua sobrevivência e prosperidade.
Outra consequência política dessa relação de equiparação entre direito natural e potência feita por Espinosa é que, se o direito natural de um indivíduo é coextensivo ao seu poder de ação, e se este viver sob uma lei comum, a vontade geral lhe será mais potente e este terá que obedecê-la, uma vez que a potência de todos os que estão reunidos sob leis comuns, que lhes ampliam a potência e o direito, lhes garante o poder, e consequentemente o direito, de constranger este indivíduo à obedecer às leis comuns. É o que acontece quando os homens vivem no Estado, isto é, numa ordem civil onde é a vontade da maioria que define o direito comum a todos, democracia, por um grupo de homens privilegiados, aristocracia, ou por um só, a monarquia. Quando os homens não estão vivendo no estado civil, onde há leis comuns estabelecidas por alguma das três formas citadas acima, estão vivendo no estado de natureza e, portanto, sob nenhuma lei estabelecida, uma vez que não há um estado de sociedade, onde as leis prescrevem o direito e a potência de cada um. Logo, no estado de natureza não existe pecado, pois não há uma lei que informe nos daquilo que é certo e do que é errado; o que é bom e o que é mal é definido pelo próprio juízo do indivíduo, e este encontra-se no direito de fazer tudo aquilo que está na sua potência, uma vez que não há leis comuns para constranger suas ações.
No estado de natureza, portanto, Espinosa considera que não é possível falar em justiça ou injustiça, pois o indivíduo apenas estará seguindo a sua própria natureza, que pode fazê-lo tanto agir de acordo com o que a razão informa, quanto de acordo com os apetites e desvarios das paixões e não há um direito comum que determina o que é bom e o que é mal. No entanto, quando o homem age de acordo com as imoderações de suas paixões, estará restringindo a sua própria liberdade, pois estará ameaçando ou prejudicando outros e a si mesmo, de modo que estes outros poderão atentar contra este e diminuir-lhe a potência da ação. Ao moderar seus apetites através do uso da razão, o homem estará ampliando sua própria liberdade, pois estará garantindo não prejudicar aos outros e a si mesmo, gerando impotência e correndo assim o risco de ter sua liberdade limitada como consequência de suas próprias ações. Quando se encontram no estado civil, os homens podem de comum acordo estabelecer leis de acordo com a razão para obedecê-las, ampliando assim sua potência de ação ao garantir que todos agirão de acordo com os preceitos da razão, que nos informa que devemos agir com moderação, praticar a piedade e sermos bons.

### Principais ideias do tratado
- Crítica à concepção tradicional de filosofia política, na qual os filósofos fizeram elogio a uma natureza humana inexistente para adaptá-la a seus esquemas teóricos.
- A importância do exemplo histórico e da experiência para entender a política, como ela funciona e quais são as práticas dos homens de Estado.
- A razão é capaz de controlar os afetos, mas no mundo não há a possibilidade de que exclusivamente todos os indivíduos façam uso dela para tal finalidade: não está na potência dos seres humanos ser racionais todo o tempo.
- O Estado precisa ser organizado sem que se dependa da boa-fé de alguém, pois os homens não são capazes de se guiar sempre pela razão.
- É preciso criar incentivos positivos (permissão) e negativos (leis) para manutenção do Estado aos súditos.
- A maior virtude do estado é garantir a segurança e a estabilidade.
- O direito natural é sinônimo da potência de cada coisa singular; a potência de cada um são os limites de sua própria natureza.
- Na natureza não há distinção entre poder fazer e o que é permitido fazer.
- A natureza humana determina que as coisas sejam sempre instáveis.
- As comunidades políticas são instáveis ou precárias por natureza, pois tudo na natureza encontra-se em constante modificação. Portanto os Estados, os governos e as cidades também espelham a mutabilidade da natureza.
- A passagem do estado de natureza ao civil não elimina a existência do primeiro. Há uma superposição de estados. Espinosa não atribui ao soberano direito sobre os súditos, a não ser que este os supere em potência.
- A necessidade de instituições para lidar com as variações da natureza humana.

Potência da multidão: potência do poder soberano. As instituições perdem o poder se a multidão não lhe emprestar sua potência.
- O fundamento da soberania é a potência da multidão, sendo esta a maioria das pessoas organizadas. A potência da multidão consiste em agir como se fosse guiada por uma só mente (Una veluti mente).
- No estado de natureza tememos uns aos outros; no estado civil escolhe-se temer a um só, o Estado.
- A religião não pode interferir nos negócios do Estado.
- Quanto mais absoluta for a transferência de poder dos súditos ao soberano, pior para todos, pois quanto mais concentrado o poder, maior o risco da tirania no governo monarquia.
- Quanto mais pessoas investidas de poder, menor será o risco da tirania, pois a democracia é a forma mais preparada para lidar com a inconfiabilidade da natureza humana.

## Ligações Externas
- «Baruch Spinoza, Stanford Encyclopedia of Philosoph.» (em inglês)
- «Spinoza house Rijnsburg, The Spinozahuis Society.» (em inglês) Arquivado em 31 de janeiro de  2016, no Wayback Machine.
- «Grupo de Estudos Espinosanos, FFLCH - USP.»
- «Texto completo.» (PDF)